# Yarim Tepe
Koordinaten: 36° 19′ 13,6″ N, 42° 22′ 3″ O
Yarim Tepe ist eine archäologische Stätte einer frühen landwirtschaftlichen Siedlung, die auf etwa 6000 v. Chr. zurückgeht. Es liegt im Sindschar-Tal etwa 7 km südwestlich der Stadt Tal Afar im Nordirak. Die Stätte besteht aus mehreren Hügeln, die die Entwicklung der Hassuna-Kultur und dann der Halaf- und Obed-Kulturen widerspiegeln.
Die Siedlung wurde zwischen 1969 und 1976 und später von der sowjetischen archäologischen Expedition unter der Leitung von Rauf Munchaev und Nikolai Merpert untersucht.

## Ausgrabungen

### Yarim Tepe I
Der als Yarim-Tepe I bekannte Hügel gehört zur Hassuna-Kultur. Der hohe zentrale, ovale Kern ist 80 Meter lang und 30 Meter breit. Einige hier gefundene Objekte erinnern an jene von Tureng Tepe im Iran.
13 Gebäudeschichten sind hier zu finden und spiegeln die Hauptstadien dieser Kultur wider. Die Kulturstufe ist 6,5 m dick. Es gibt mehr als 1500 rechteckige Öfen und Keramiköfen, die zum Kochen verwendet worden sind. Hier wurde der früheste bekannte Brennofen aus der Zeit um 6000 v. Chr. gefunden.
Die Siedlung hatte Höfe und kleine Straßen mit rechteckigen Lehmziegelgebäuden. Es gab auch öffentliche Getreidespeicher. Es wurden Bestattungen von Kindern in Gefäßen sowie verschiedene Steinutensilien wie Steinbrecher und Bügelsägen gefunden. Zu den Funden gehören auch Keramikvasen, weibliche Tonfiguren und andere Gegenstände. Es wurden auch Metallgegenstände gefunden, wie ein Bleiarmband, Kupferperlen sowie Kupfererz, das einige der ältesten Beispiele für Metallurgie in Mesopotamien darstellt. Auch Rinderknochen wurden gefunden.

### Yarim Tepe II
Yarim Tepe II ist eine Siedlung der halafischen Kultur, die dem fünften Jahrtausend v. Chr. angehört. Er liegt 250 m westlich von Yarim Tepe I und wird teilweise vom nahegelegenen Bach Joubara Diariasi erodiert. Fast alle Behausungen sind kleine Lehmziegelhäuser mit einem Raum nach dem Tholos-Schema. Die Kulturstufe ist 7 m dick und besteht aus zehn Ebenen. Es wurden Knochen von Haus- und Wildtieren gefunden, darunter Knochen von Schafen, Ochsen, Ziegen und Schweinen.
Keramikgefäße in Form von Elefanten und Frauen wurden unter anderem gefunden. Auf einigen Keramikbehältern sind Fische, Vögel, Gazellen und andere Tiere abgebildet. Es wurden auch einige Anhängersiegel entdeckt, darunter ein sehr altes Kupfersiegel. Zu den Bestattungsbräuchen gehörten Feuerbestattungen und die Bestattung von Schädeln.

### Yarim Tepe III
Yarim Tepe III befindet sich direkt neben Yarim Tepe II. Der Hügel ist 10 m hoch. Die Keramik ist typisch für Nord-Obed- und Halaf-Kulturen. Es wurde 1978–79 ausgegraben.
Mindestens drei Obed-Gebäudeebenen befinden sich hier über mehreren Halaf-Ebenen. Die obersten Ebenen der Halaf-Kulturablagerungen sind analog zu den Tell-Arpachiyah-Ebenen TT-6 bis TT-8 und den Tappa-Gaura-Ebenen XVIII-XX. Es wurden auch drei steinerne Siegelanhänger gefunden.

## Metallurgie
Metall war bei Yarim Tepe schon weit verbreitet; nicht weniger als 21 Beispiele von bearbeitetem Kupfer oder Kupfererz wurden in den unteren Ebenen der Siedlung gefunden. Noch bemerkenswerter ist, dass auch die früheste Verwendung von Blei dokumentiert ist.

„The earliest lead (Pb) finds in the ancient Near East are a 6th millennium BC bangle from Yarim Tepe in northern Iraq and a slightly later conical lead piece from Halaf period Arpachiyah, near Mosul. As native lead is extremely rare, such artifacts raise the possibility that lead smelting may have begun even before copper smelting.“

„Die frühesten Bleifunde (Pb) im alten Nahen Osten sind ein Armreif aus dem 6. Jahrtausend v. Chr. aus Yarim Tepe im Nordirak und ein etwas späteres konisches Bleistück aus Arpachiyah aus der Halaf-Zeit in der Nähe von Mosul. Da gediegenes Blei äußerst selten ist, erhöhen solche Artefakte die Möglichkeit, dass die Bleiverhüttung bereits vor der Kupferverhüttung begonnen hat.“

## Kul Tepe
Kul Tepe im Irak ist ein verwandter Ort, der etwa 6 km genau westlich von Yarim Tepe liegt. Dort wurden zwei Hügel (Kul Tepe I und II) ausgegraben. Die unterste Ebene von Kul Tepe I enthält Material vom Sotto-Typ (aus dem nahe gelegenen Tell Sotto), und darüber befinden sich archaische Hassuna-Materialien. Die unterste Ebene enthält auch drei hochwertige Marmorgefäße mit Parallelen zu Funden aus Tell es-Sawwan und Umm Dabaghiyah.

## Galerie

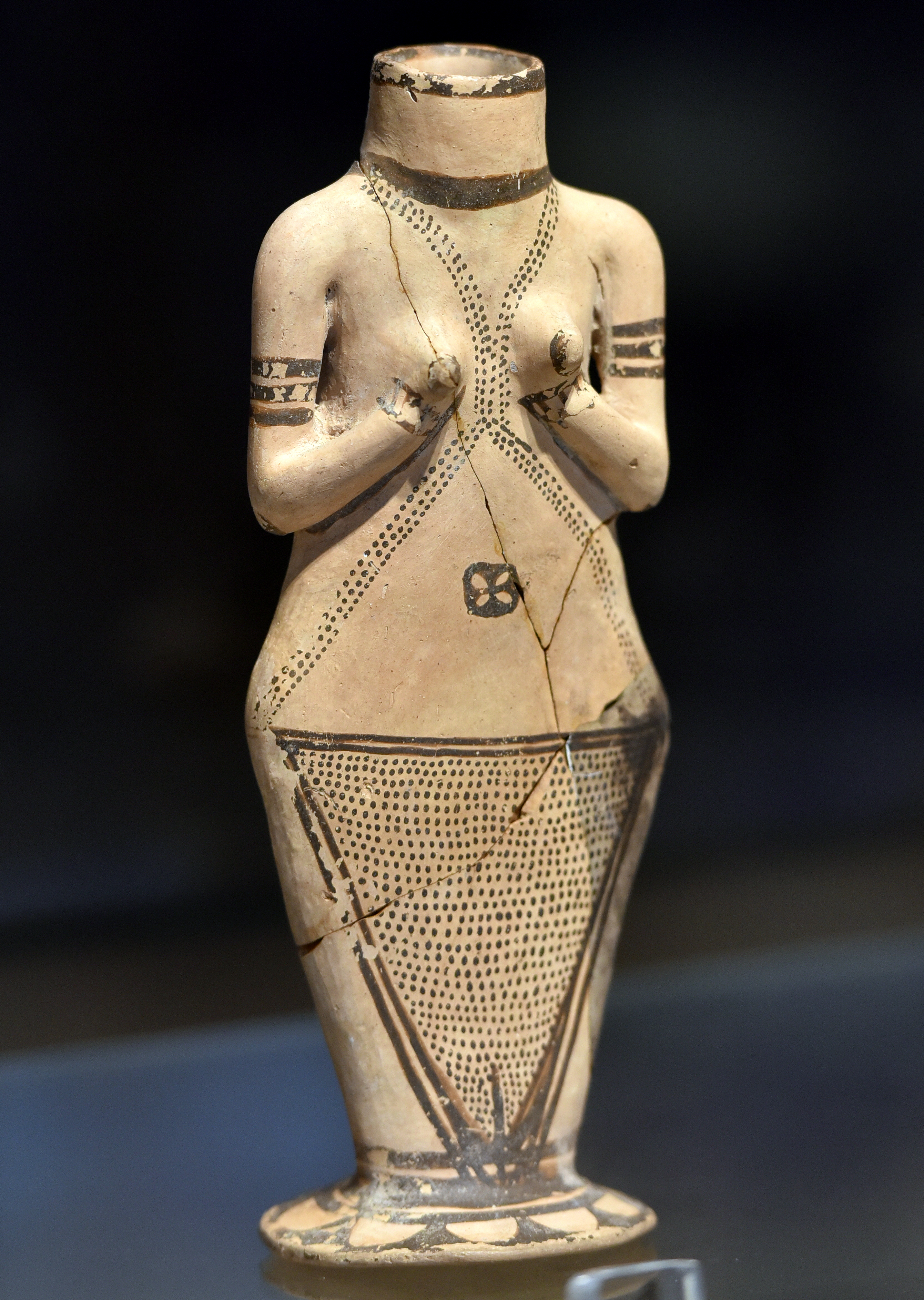
Bemalte Gefäßfigur einer nackten Frau aus der Siedlung Yarim Tepe II. Halaf-Kultur, 5. Jahrtausend v. Chr. (Irakisches Nationalmuseum)
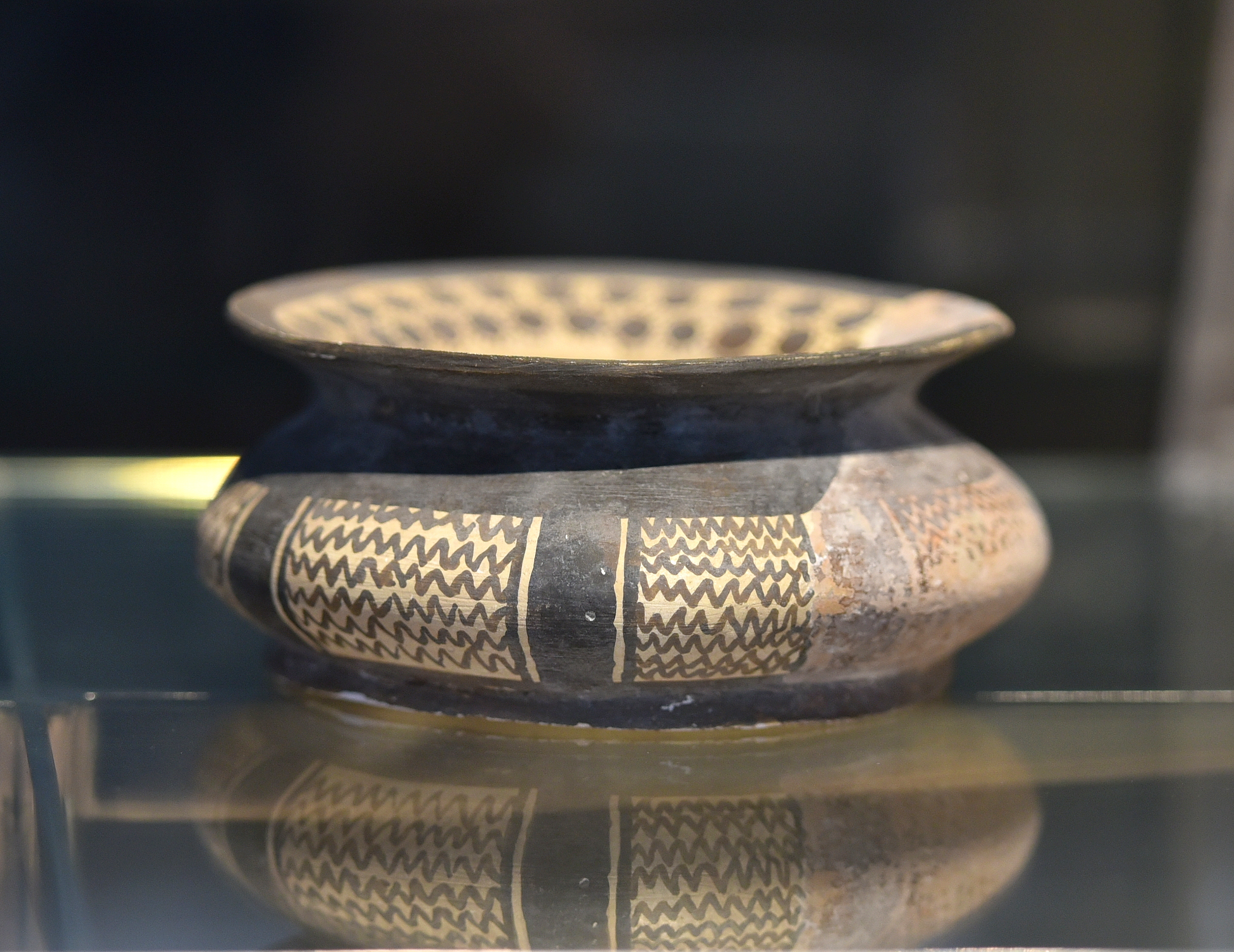
Bemaltes Tongefäß von Yarim Tepe, Halaf-Kultur, 5. Jahrtausend v. Chr. (Irakisches Nationalmuseum)
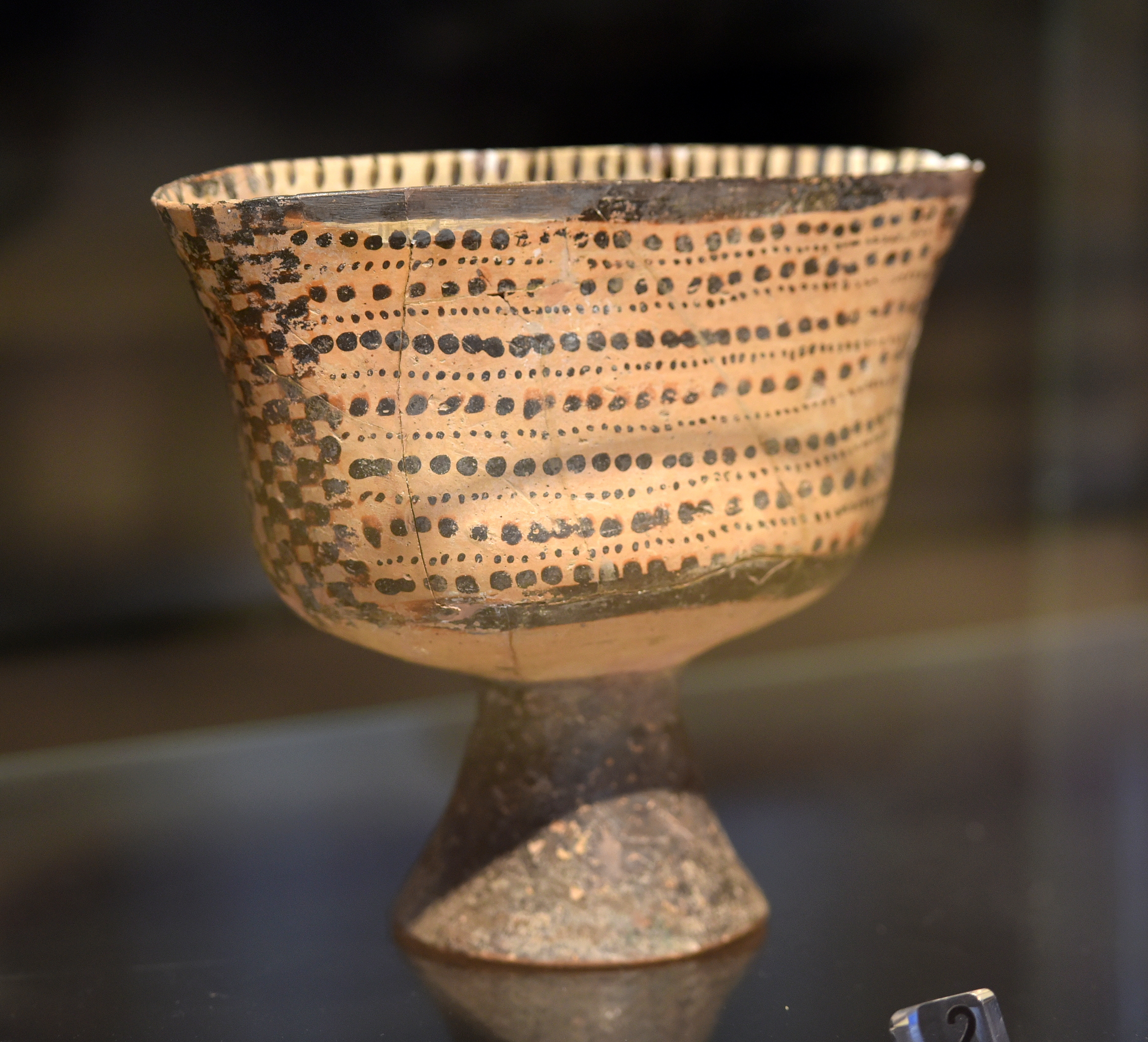
Bemalter Keramikkelch von Yarim Tepe, Halaf-Kultur, 5. Jahrtausend v. Chr. (Irakisches Nationalmuseum)